# Jeholosaurus
Jeholosaurus ist eine Gattung kleiner ornithopoder Dinosaurier. Bisher sind zwei fragmentarische Skelette bekannt, die in der chinesischen Provinz Liaoning gefunden wurden und auf die Unterkreide (Unteres Barremium) datiert werden.
Die Skelette stammen aus der Yixian-Formation (Jehol-Gruppe), einer bedeutenden Fossillagerstätte, die insbesondere für ihre Fossilien gefiederter Dinosaurier und Vögel berühmt ist. Jeholosaurus ist ein ursprünglicher Vertreter der Ornithopoden. Einzige Art ist Jeholosaurus shangyuanensis.

## Namensgebung
Der Name weist auf Jehol, eine veraltete Bezeichnung für das westliche Liaoning und das nördliche Hebei. Der zweite Teil des Artnamens, shangyuanensis, leitet sich von Shangyuan ab, einer geographischen Bezeichnung der Region, in der der Fundort liegt.

## Merkmale
Die Körperlänge von Jeholosaurus wird auf etwa 0,8 Meter geschätzt, das Gewicht auf ungefähr 3 Kilogramm. Sein Schädel, insgesamt 6 cm lang, besitzt einen Schnabel und blattförmige Zähne. Die Schnauze ist relativ kurz und machte nur etwa 40 % der Gesamtlänge des Schädels aus; die Augenhöhlen dagegen sind groß und ebensolang wie die Schnauze. Im Prämaxillare, ein vor dem Oberkiefer gelegener Kieferknochen, saßen je Seite 6 Zähne. Im Oberkiefer selbst saßen jeweils 13 Zähne, die Anzahl der Zähne im Unterkiefer ist unbekannt. Die Bezahnung ist heterodont, es waren also verschiedenartig ausgebildete Zahngruppen vorhanden: So waren die Zähne des Zwischenkieferbeins relativ schlank, leicht gekrümmt und ungesägt, während die Zähne des Oberkiefers fächerförmig und gesägt waren. Die Zähne des Unterkiefers waren ebenfalls gesägt. Wichtige Merkmale des Restskeletts finden sich im Fuß: So waren die Mittelfußknochen nicht auf einer Ebene angeordnet; außerdem war das vierte Zehenglied des dritten Zehs länger als andere Zehenglieder dieses Zehs.
Jeholosaurus ist ein ursprünglicher Vertreter der Ornithopoden und zeigt eine interessante Kombination von ursprünglichen und fortgeschrittenen Merkmalen, weshalb diese Gattung für das Verständnis der frühen Evolution der Ornithopoden von Bedeutung ist. Beispielsweise ist das externe Mandibularfenster, eine seitliche Öffnung am Unterkiefer, geschlossen, wie bei allen fortgeschritteneren Ornithopoden. Außerdem war das Praedentale, ein vor dem Unterkiefer befindlicher Knochen, der die knöcherne Basis des unteren Schnabels bildet, relativ lang: Dies könnte darauf hinweisen, dass die Nahtstelle der Unterkiefer (Symphyse) unbeweglich war, wie bei Ceratopsiern. Gleichzeitig zeigt das Skelett eine Reihe von ursprünglichen Merkmalen, die bei allen anderen Ornithopoden fehlen: Darunter sind die 6 Zähne des Prämaxillare, außerdem befand sich zwischen den Zahnreihen des Prämaxillare und des Oberkiefers eine kleine Lücke (Diastema).

## Hauptliteratur
- Xing Xu, Xiao-Lin Wang, Hai-Lu You: A primitive Ornithopod from the Early Cretaceous Yixian Formation of Liaoning. In: Vertebrata PalAsiatica. Bd. 38, Nr. 4, 2000, ISSN 1000-3118, S. 318–325, Digitalisat (PDF; 903,81 kB).

## Ergänzende Literatur
- Der große Ravensburger Atlas der Saurier. Ravensburger Buchverlag Otto Maier GmbH, Ravensburg 2004, ISBN 3-473-35855-X.
- Mee-mann Chang (Hrsg.): The Jehol Fossils. The Emergence of Feathered Dinosaurs, Beaked Birds and Flowering Plants. Academic Press, Amsterdam u. a. 2008, ISBN 978-0-12-374173-8.
- Joachim Künzel: Dinosaurier. (Faszinierende Giganten der Urzeit). Edition XXL GmbH, Fränkisch-Crumbach 2009, ISBN 978-3-89736-343-4.